# Winnsboro (South Carolina)
Winnsboro is een plaats (town) in de Amerikaanse staat South Carolina, en valt bestuurlijk gezien onder Fairfield County.

## Demografie
Bij de volkstelling in 2000 werd het aantal inwoners vastgesteld op 3599.
In 2006 is het aantal inwoners door het United States Census Bureau geschat op 3647, een stijging van 48 (1,3%).

## Geografie
Volgens het United States Census Bureau beslaat de plaats een oppervlakte van
8,4 km², geheel bestaande uit land. Winnsboro ligt op ongeveer 163 m boven zeeniveau.

## Plaatsen in de nabije omgeving
De onderstaande figuur toont nabijgelegen plaatsen in een straal van 28 km rond Winnsboro.